# Dafangshen (sockenhuvudort i Kina, Liaoning Sheng, lat 40,50, long 123,33)
Dafangshen är en sockenhuvudort i Kina. Den ligger i provinsen Liaoning, i den nordöstra delen av landet, omkring 150 kilometer söder om provinshuvudstaden Shenyang. Antalet invånare är 12 095. Befolkningen består av 5 748 kvinnor och 6 347 män. Barn under 15 år utgör 15,0 %, vuxna 15-64 år 73 %, och äldre över 65 år 11,0 %.
Runt Dafangshen är det ganska tätbefolkat, med 108 invånare per kvadratkilometer. Närmaste större samhälle är Pianling, 14,6 km väster om Dafangshen. Omgivningarna runt Dafangshen är en mosaik av jordbruksmark och naturlig växtlighet.
Genomsnittlig årsnederbörd är 1 190 millimeter. Den regnigaste månaden är juli, med i genomsnitt 387 mm nederbörd, och den torraste är januari, med 8 mm nederbörd.